# ヤネホソバ
ヤネホソバ（学名:Eilema fuscodorsalis）は、鱗翅目（チョウ目）ヒトリガ科に属するガである。茅葺き屋根に発生するコケを食べていたことが、名前の由来とされる。

## 分布
本州、四国、九州、対馬、屋久島、奄美大島、西表島、中国

## 形態
成虫は、薄い褐色の細い翅を持つ。
幼虫には毒針毛があり、触れると激痛が起こって発赤と丘疹を生ずる。
藁葺きや茅葺き屋根に付いたコケや地衣類には本種がよく発生する。幼虫がそのまま落下するなどして室内に侵入し、中で生活する人が刺されることも多い。この害は古くから知られており、それゆえ幼虫には自皓坊（じこうぼう）の別名がある。